# Cà Mỹ
Cà Mỹ (danh pháp khoa học: Solanum betaceum) còn gọi là "cà chua cây" hay "cà chua thân gỗ" là loài thực vật có hoa trong họ Cà. Loài này được Cav. miêu tả cho học trước tiên năm 1799.

## Phân bố
Cây cà Mỹ xuất phát từ châu Nam Mỹ vùng núi Andes thuộc Peru, Chile, Ecuador và Bolivia. Cây này sau lan và mọc dại ở Argentina, Brasil, Colombia và Venezuela.
Ở New Zealand cây cà Mỹ được trồng một cách quy mô lấy trái xuất cảng.
Hột cà Mỹ du nhập Hoa Kỳ năm 1913 khi Bộ Canh nông Hoa Kỳ đặt mua và đem trồng ở Chico, California.

## Miêu tả
Cây cà Mỹ là loại lùm bụi hay cây nhỏ, thân mộc, cao khoảng 3-6 mét. Thân cây xốp, cành dễ gãy, rễ mọc nông gần mặt đất nên dễ bị gió xô bật gốc.
Lá cây dạng tim hoặc hình trứng, đầu lá mũi nhọn, dài 10–30 cm, rộng 3–12 cm. Thân lá có lông tơ.
Hoa cà Mỹ có hương thơm, mọc thành chùm. Mỗi hoa có năm cánh màu hồng nhạt, hay màu hoa cà. Hoa nở quanh năm nhưng nhiều nhất là vào mùa hè.